# Millettia sp(leucantha
Millettia sp(leucantha är en ärtväxtart som beskrevs av Wilhelm Vatke. Millettia sp(leucantha ingår i släktet Millettia och familjen ärtväxter. Inga underarter finns listade i Catalogue of Life.